# Tunceli (tỉnh)
Tunceli (Zazaki: Dêrsım, là một tỉnh ở vùng Đông Anatolia của Thổ Nhĩ Kỳ. Tỉnh này được gọi là Dersim cho đến năm 1936 (Dersim có nghĩa là 'cửa bạc' trong tiếng Kurd), hiện có nhiều người vẫn gọi bằng tên này. Dân số tỉnh này chủ yếu là người Zaza. Các tỉnh giáp ranh là: Erzincan về phía bắc và tây, Elazığ về phía nam, Bingöl về phía đông. Tỉnh này có diện tích diện tích là 7.774 km² và dân số là 76.401 người. Tunceli là tỉnh có mật độ dân số thấp nhất trong các tỉnh Thổ Nhĩ Kỳ, chỉ 9,8 người/km².

## Các huyện
Tunceli được chia thành 8 đơn vị cấp huyện (tỉnh lỵ được bôi đậm):
- Çemişgezek
- Hozat
- Mazgirt
- Nazimiye
- Ovacık
- Pertek
- Pülümür
- Tunceli